# El Fresno, Jilotepec
El Fresno är en ort i Mexiko, tillhörande kommunen Jilotepec i den västra delen av delstaten Mexiko. Orten hade 173 invånare vid folkräkningen 2010.